# Mateja Vraničar Erman
Mateja Vraničar Erman, slovenska pravnica in političarka, * 7. november 1965, Ljubljana.
Vraničar Ermanova je nekdanja slovenska ministrica za finance in večkratna državna sekretarka na finančnem ministrstvu. Trenutno je visoka predstavnica Republike Slovenije za nasledstvo.  

## Politika
Od leta 2010 je delovala kot državna sekretarka na Ministrstvu za finance Republike Slovenije. 21. septembra 2016 je na mestu finančnega ministra 12. vlade Republike Slovenije pod vodstvom Mira Cerarja nasledila je Dušana Mramorja, ki je odstopil. Ob nastopu nove, 13. vlade Republike Slovenije, je Vraničar Ermanova zopet postala državna sekretarka, dokler ni bila oktobra 2018 razrešena zaradi razhajanj z ministrom Andrejem Bertoncljem.
18. julija 2019 jo je Vlada Republike Slovenije imenovala za visoko predstavnico RS za nasledstvo.

## Zasebno
Izobraževala se je na Univerzi v Ljubljani (Pravna fakulteta) in na Harvardu. Poročena je z Blažem Ermanom.